# Kapilbastu
Der Distrikt Kapilbastu (auch Kapilvastu; Nepali कपिलवस्तु जिल्ला Kapilbastu Jillā) ist einer von 77 Distrikten in Nepal.
Der Distrikt Kapilbastu ist Teil der Provinz Lumbini. Im Jahre 2001 hatte der Distrikt eine Bevölkerung von 481.976; 2011 waren es 571.936. Verwaltungssitz ist die Stadt Kapilavastu im Terai.
Historisch war der Distrikt Teil des Shakya-Königreiches im Norden von Indien; aus diesem Geschlecht ging der Überlieferung zufolge im 6. Jahrhundert v. Chr. Siddharta Gautama, der spätere Buddha, hervor.

## Verwaltungsgliederung
Städte (Munizipalitäten) im Distrikt Kapilbastu:
- Banganga
- Bhrikuti
- Buddhabatika
- Kapilavastu
- Krishnanagar
- Shivaraj

Village Development Committees (VDCs) im Distrikt Kapilbastu:
- Abhirawa
- Ajingara
- Bahadurganj
- Balarampur
- Baluhawa
- Bangai
- Banganga
- Baraipur
- Barakulpur
- Basantapur
- Baskhaur
- Bedauli
- Bhagawanpur Choti
- Bhalabari
- Bhalwad
- Bijuwa
- Bithuwa
- Dhankauli
- Dharampaniya
- Dohani
- Dumara
- Ganeshpur
- Gauri
- Gugauli
- Haranampur
- Hardouna
- Hathihawa
- Jahadi
- Kajarhawa
- Khurhuriya
- Kushawa
- Labani
- Lalpur
- Maharajganj
- Mahuwa
- Manpur
- Milmi
- Nanda Nagar
- Nigalihawa
- Pakadi
- Parsohiya
- Patariya
- Patthardaihiya
- Phulika
- Pipra
- Purusottampur
- Ramghat
- Ramnagar
- Rangapur
- Sauraha
- Shivagadhi
- Singhkhor
- Sisawa
- Sivapur Palta
- Somdiha
- Taulihawa
- Thunhiya
- Tilaurakot
- Titirkhi
- Udayapur
- Vidhya Nagar